# Jo Mihaly
Jo Mihaly (eigentlich: Elfriede Steckel, Geburtsname: Elfriede Alice Kuhr; * 25. April 1902 in Schneidemühl; † 29. März 1989 in Seeshaupt, Bayern) war eine Tänzerin, Schauspielerin, Dichterin und Autorin.

Elfriede Kuhr (Mitte, sitzend) im Jahre 1915 mit (v. l. n. r.) ihrer Mutter, ihrem Bruder Willi-Gunther und ihrer Großmutter Bertha Golz, geb. Haber.

## Leben
Sie wurde 1902 als Elfriede Alice Kuhr geboren. Nach ihrer Hochzeit lautete ihr Name Elfriede Steckel. Sie absolvierte eine Ausbildung im klassischen Tanz und wurde Mitglied des Haas-Heye-Balletts Berlin.
Von 1923 bis 1925 machte sie Tourneen in Deutschland, Auftritte auch in Varietés und im Zirkus. In der Spielzeit 1925/26 war sie als moderne Tänzerin am Dreistädtetheater Beuthen-Gleiwitz-Hindenburg engagiert. An der Berliner Volksbühne lernte sie den Schauspieler und Regisseur Leonard Steckel kennen, den sie 1927 heiratete. Mit ihm zusammen wohnte sie zeitweilig in der Bonner Str. 12 der Berliner Künstlerkolonie. 1928–33 trat sie als Solotänzerin mit eigenen, sozialkritischen Programmen auf, u. a. „Die Verfolgung der Juden“ und „Vision des Krieges“. Seit 1927 schrieb sie Gedichte und hatte erste Veröffentlichungen in der von Gregor Gog und der Bruderschaft der Vagabunden herausgegebenen Zeitschrift Der Kunde. In der Weimarer Republik führte sie erst selbst ein Vagantenleben und bündelte ihre Erfahrungen 1929 in der Ballade vom Elend, einem Liederbuch in der Tradition eines François Villon oder Erich Mühsam. Politisch engagierte sie sich besonders für die Rechte der Sinti und Roma. 1931–33 war sie Mitglied der „Revolutionären Gewerkschafts-Opposition“, der „Roten Hilfe“ und des „Freidenkerbundes“. 1933 wurde ihre Tochter Anja geboren (Anja Ott, Schauspielerin, † 28. September 2011).
1933 emigrierte sie mit ihrem Mann in die Schweiz und lebte bis 1949 in Zürich. Sie veröffentlichte Feuilletons und Artikel unter Pseudonymen in Schweizer Zeitungen und trat weiter als Tänzerin und Sängerin auf. Mihaly engagierte sich weiter für Flüchtlinge und hatte Kontakt zu Widerstandsgruppen in Deutschland. 1943 wurde sie Mitgründerin und Vorsitzende der Kulturgesellschaft der Emigranten innerhalb der Israelitischen Flüchtlingshilfe in Zürich. Weiterhin war sie Mitgründerin der Freien Deutschen Bewegung in der Schweiz. 1945 wurde sie Gründerin und Sekretärin des Schutzverbandes Deutscher Schriftsteller (SDS) in der Schweiz.
Mit Schreiben vom 15. Mai 1946 wurde sie für den ausgeschiedenen Abgeordneten Werner Krauss (KPD) als Vertreterin der Kommunistischen Partei Deutschlands (KPD) in den Beratenden Landesausschuss Groß-Hessen ernannt. Das Mandat hatte sie bis zum 14. Juli 1946 inne.
Von Oktober 1945 bis Juli 1946 arbeitete sie in Frankfurt am Main, wurde von den US-Behörden aber an der Rückkehr in die Schweiz gehindert. Sie gründete die Freie Deutsche Kulturgesellschaft in Frankfurt und war Mitglied der dortigen städtischen Kulturkommission.
Ab 1949 arbeitete sie als freie Schriftstellerin in Ascona; sie schrieb Romane, Erzählungen, Gedichte und Jugendbücher. Eine Gesamtwürdigung ihres verstreuten Werks steht noch aus.

## Landstraße
Jo Mihaly hat in den 1920er-Jahren einige Zeit auf der Straße unter Wohnungslosen verbracht, viele ihrer Werke belegen ihre Nähe zu Menschen auf der Straße, wie nachstehendes Beispiel zeigt:

Ich bin in die Ferne gewandert,

so weit der Himmel reicht

ich habe in manchen Spelunken

mein Quantum Verstand vertrunken

und mich wieder nüchtern geküsst…

…Die Straße ist ein Meister

mit Hammer, Stichel und Stein –

sie grub in meine Visage

die ganze große Blamage

bewundernswert hinein.

denkt mal drüber nach

## Auszeichnungen
- Ehrenpreis der Stadt Zürich
- Die Gemeinde Neufahrn bei Freising hat nach ihr eine Straße benannt.[3]

## Werke

Jo Mihalys Autobiographie von 1982: … da gibt’s ein Wiedersehn! Kriegstagebuch eines Mädchens 1914–1918, in der sie ihre Erlebnisse im Ersten Weltkrieg schildert.

- Auch wenn es Nacht ist. Roman. Memoria, Hürth 2002
- Gesucht: Stepan Varesku. Roman. Rowohlt, Reinbek 1989 (zuerst: Hüter des Bruders. Steinberg & Buchclub Exlibris, Zürich 1942; wieder Paul List, Leipzig 1959)[4]
- Wer ist der Dieb? Eine Schuldfrage. Stäfa 1988 (zuerst zus. mit Der weiße Zug. Gute Schriften, Basel 1957)
- … da gibt’s ein Wiedersehn! Kriegstagebuch eines Mädchens 1914–1918. Kerle, Freiburg 1982; Bertelsmann Lesering u. a. Buchclubs, 1984; wieder dtv 1986[5]
- Drei Weihnachtsgeschichten. Reihe: Weihnachtsbüchlein der Buchdruckereien Stäfa AG + Küsnacht, 32 (mit biograph. Notizen; Werkverzeichnis. Zeichnungen Roland Thalmann), Zürichsee Medien, Stäfa 1984
- Was die alte Anna Petrowna erzählt. Geschichten aus Russland. Salzer, Heilbronn 1975
- Der verzauberte Hase. Zwei Tier-Erzählungen. Salzer, Heilbronn 1971
- Gib mir noch Zeit zu lieben. Weihnachtserzählungen. Salzer, Heilbronn 1970
- Bedenke, Mensch… Mit 25 Photographien barocker Darstellungen des ländlichen Todes von Rico Jenny. Gemsberg, Winterthur 1958
- Weihnachten auf der Hallig und andere Erzählungen um das Christfest. Friedrich Reinhardt AG., Basel [1958]
- Michael Arpad und sein Kind. Kinderschicksal auf der Landstrasse (mit eigenen Zeichnungen). Gundert, Stuttgart 1930; leicht überarb.: LitPol Verlagsges., Berlin 1981[6]
- Ballade vom Elend. Verlag der Vagabunden, Stuttgart-Degerloch 1929

## Nachlass
Ein umfangreicherer Teil des schriftstellerischen Nachlasses von Jo Mihaly befindet sich bei Thomas B. Schumann, der 2002 in seinem Hürther Verlag „Edition Memoria“ Mihalys Roman Auch wenn es Nacht ist publiziert hat. Ein kleiner Teil befindet sich im P. Walter Jacob-Archiv der Walter-A.-Berendsohn-Forschungsstelle für deutsche Exilliteratur an der Universität Hamburg.
Der tanzkünstlerische Nachlass befindet sich im Deutschen Tanzarchiv Köln.
Ihre Tagebücher dienten als Vorlage für die Fernsehreihe 14 – Tagebücher des Ersten Weltkriegs.